# Phenprocoumon
Phenprocoumon, auch bekannt unter den Handelsnamen Marcumar und Falithrom, ist eine chemische Verbindung aus der Gruppe der 4-Hydroxycumarine, die als Arzneistoff zur Hemmung der plasmatischen Blutgerinnung (Antikoagulation) eingesetzt wird. Der Wirkstoff wurde 1953 von Alfred Winterstein mit seinem Team entwickelt und 1955 von Hoffmann-La Roche patentiert.

## Anwendung
Phenprocoumon wird im Rahmen der Langzeit-Thrombose-Prophylaxe oder -Rezidivprophylaxe (im Anschluss an eine Heparintherapie oder alternativ bei Heparinunverträglichkeit), nach der Implantation künstlicher Herzklappen/künstlicher Gefäß-Bypässe (fem-pop/Y-Prothese etc.), Herzunterstützungssysteme (Assist-Device) oder bei Vorhofflimmern eingesetzt, um der Thrombusbildung und daraus resultierenden Embolien vorzubeugen.
Während der Einstellungsphase mit Tabletten (à 3 mg) von etwa 5–7 Tagen wird dem Patienten jeden 2. bis 3. Tag, bei stabiler Einstellung alle 2–4 Wochen, Blut zur Kontrolle abgenommen und danach seine nächste Phenprocoumon-Dosierung festgelegt. Bei stabiler Einstellung und Eignung (körperlich und geistig dazu in der Lage) kann nach einer Schulung des Patienten dieser die regelmäßige Kontrollmessung und Anpassung der Medikamentendosis (Gerinnungsselbstmanagement) selbst durchführen. Vorgehen und Messgeräte ähneln den bekannten Zuckerselbsttests.

## Wirkung
Die blutgerinnungshemmende Wirkung ergibt sich aus der Reduktion der Menge an verfügbaren funktionstüchtigen Gerinnungsfaktoren II, VII, IX und X. Als indirekter Vitamin-K-Antagonist wirkt Phenprocoumon wie Warfarin durch Hemmung der Carboxylierung der genannten Gerinnungsfaktoren sowie von Protein C und Protein S.
Phenprocoumon wirkt als kompetitiver Inhibitor des Enzyms Vitamin-K-Epoxid-Reduktase, wodurch eine geringere Menge an Vitamin K in reduzierter Form als Cofaktor für das Enzym γ-Glutamylcarboxylase zur Verfügung steht. Nach dieser Inhibition nicht oder nur teilweise carboxylierte Gerinnungsfaktoren bleiben inaktiv oder sind nur eingeschränkt aktiv.
Die Wirkung setzt erst ein, wenn die noch vorhandenen Gerinnungsfaktoren verbraucht sind (nach etwa 48–72 Stunden). Daher kommt es im Notfall nicht zur Anwendung, sondern erst im weiteren Verlauf einer Erkrankung. Die Plasmahalbwertszeit beträgt circa 160 Stunden (6 bis 7 Tage). Zusätzlich zu der verspätet eintretenden Gerinnungshemmung kann eine verstärkte Gerinnung entstehen, da die anti-koagulativen Proteine C und S, die Vitamin K-abhängig sind, gehemmt werden. Von der Praxis, bei operativen Eingriffen grundsätzlich eine überbrückende Therapie [„Bridging“] mit niedermolekularen Heparinen oder unfraktioniertem Heparin durchzuführen, kommt man jedoch mehr und mehr ab. Große Beobachtungsstudien und zuletzt auch eine Placebo-Kontrollierte doppelblinde Studie haben gezeigt, dass Bridging mit einem erheblich erhöhten Blutungsrisiko verbunden ist und bezüglich thrombembolischen Ereignissen keinen Nutzen aufbringt.
Die für die Wirkung maßgebliche Konzentration und ihre Schwankung ist durch den Einnahmerhythmus, das individuelle Aufnahmevermögen, die Abklingkurve und die Konstitution des Patienten bestimmt. Die Halbwertszeiten liegen für die Aufnahme bei 1–12 Stunden und für das Abklingen (Eliminationshalbwertszeit) bei etwa 160 Stunden. Auf Grund der – im Verhältnis zu einer täglichen Einnahme – langen Abbauzeitkonstanten tritt bei regelmäßiger Verordnung die Einhaltung des genauen täglichen Rhythmus hinter der Aufnahmedosis zurück.
Die Therapie wird (bei akuter Thrombose oder Embolie unbedingt unter gleichzeitiger Heparingabe!) meist mit einer Aufsättigungsdosis (zum Beispiel zwei Tabletten täglich für drei Tage) begonnen und in Abhängigkeit vom Ansprechen weiter dosiert. Die Tagesdosis liegt meist bei 1/4 bis 2 Tabletten, im Durchschnitt bei etwa 2/3 Tabletten. Ältere Menschen benötigen niedrigere Dosen als jüngere, Frauen etwas niedrigere als Männer.
Die Wirkung wird beeinflusst vom Vitamin-K-Gehalt der Nahrung. Ein geringer Umfang an Vitamin-K-reichen Nahrungsmitteln ist deshalb wichtig für eine konstante Wirkung. Im Mittel liegen trotzdem nur etwa 70 % der Werte im therapeutischen Bereich.

## Unerwünschte Wirkungen
Sehr häufig (über 10 %) sind Hämatome nach Verletzungen, Nasenbluten oder Zahnfleischbluten sowie Blut im Urin, häufig (bis 10 %) tritt eine Leberentzündung auf, gelegentlich (unter 1 %) treten als unerwünschte Wirkung innere Blutungen (insbesondere Hirnblutungen – 0,5 %) auf.
Außerdem können möglicherweise verstärkter, jedoch reversibler Haarausfall sowie eine Abnahme der Knochendichte bei langfristiger Therapie auftreten. Gefürchtet sind die schweren Blutungen, die vor allem bei Überdosierung und gleichzeitigem Bluthochdruck entstehen können (siehe Einschätzung des Blutungsrisikos).
Sehr selten wurde eine livide (fahl-graue) Verfärbung der Haut, erythematöse Dermatitis oder eine akute Urtikaria beobachtet. Einzelne Fälle von Riechstörungen wurden beobachtet, auch die Frakturheilung kann möglicherweise länger dauern.
In sehr seltenen Fällen konnte eine Leberentzündung festgestellt werden, welche zu Leberinsuffizienz und darauffolgender Transplantation führte, ebenfalls wurden sehr selten retroperitoneale Blutung mit Beeinträchtigung von Nerven und fulminante Hautblutungen berichtet.
Ebenfalls eine seltene, aber gefürchtete Komplikation der Antikoagulation mit Cumarinderivaten ist die sogenannte Cumarinnekrose, bei der es zu Nekrosen von Haut, Unterhaut und Weichteilen kommt. Besonders gefährdet sind Frauen mit Übergewicht, bei denen eine Therapie nach Beginn der Menopause (postmenopausal) und direkt nach Geburt eines Kindes (postpartal) begonnen wird.

## Aufhebung der Wirkung
Nach dem Absetzen des Medikaments dauert es 10–14 Tage, bis die für eine normal funktionierende Gerinnung nötigen Gerinnungsfaktoren synthetisiert wurden. Diese Zeit kann durch die hochdosierte Gabe von Vitamin K auf 6–10 Stunden verkürzt werden, im Notfall können die fehlenden Gerinnungsfaktoren durch die Gabe eines Gerinnungsfaktorenkonzentrates (PPSB) auch kurzfristig ersetzt werden.
Vor einer Operation wird die Gerinnungshemmung meist vom schlecht steuerbaren Phenprocoumon auf besser steuerbare Heparine umgestellt. Damit kann kurz vor der Operation das Heparin pausiert werden, um zum OP-Termin eine normale Gerinnung sicherstellen zu können. Diese überbrückende Therapie mit Heparinen wird „Bridging“ genannt und beginnt mit einer Pausierung des Phenprocoumon und regelmäßigen INR-Kontrollen (INR = International Normalized Ratio). Sobald die INR unter 2 fällt, sollte mit der überlappenden Gabe von Heparinen begonnen werden. Bei Hochrisikopatienten wie z. B. bei Vorhandensein einer mechanischen Mitralklappe wird das Bridging meist stationär durchgeführt.

## Kontraindikationen
Relative Kontraindikationen sind unter anderem maligne therapieresistente Hypertonie, diabetische Retinopathie, bakterielle Endokarditis, gastrointestinale Läsionen (Ulcera, Divertikel, Polypen, Tumoren, Ösophagusvarizen), Schädel-Hirn-Trauma, intracerebrale Aneurysmen, größere Operationen in den letzten zwei Wochen oder geplante Operationen in den kommenden zwei Wochen, Schwangerschaft und Alkoholismus.

## Wechselwirkungen
Phenprocoumon-Patienten sollten auf Selbstmedikation, insbesondere mit Analgetika (Schmerzmitteln) verzichten; die Einnahme von Acetylsalicylsäure ist wegen ihrer thrombozytenaggregationshemmenden Wirkung kritisch.
Mögliche Kombinationen mit Phenprocoumon:
- Analgetika: Opioide, Metamizol, Paracetamol
- Antiphlogistika: mit engmaschiger Gerinnungskontrolle

## Therapeutischer Bereich
Im Allgemeinen wird die Dosis des Phenprocoumon über die Gerinnungswerte (alt: Quick-Wert; neu: International Normalized Ratio, INR) festgelegt. Der therapeutische INR-Wert liegt zwischen 2,0 und 3,5 je nach Indikation, fällt die INR unter den Zielbereich, dann erhöht sich das Risiko für Thrombosen oder Embolien, steigt die INR über diese Werte, dann erhöht sich die Blutungsgefahr (ab etwa INR 5 steigt die Blutungsgefahr ziemlich rasant).
Patienten, die eine dauerhafte Antikoagulation benötigen, können lernen, die INR selbst zu messen und Phenprocoumon selbst zu dosieren (Gerinnungsselbstmanagement). Die Kosten dafür (Gerät, Teststreifen, Schulung in speziellen Zentren) werden meist von den Krankenkassen getragen. Zu beachten ist, dass sich eine Änderung der Tablettendosis erst nach einigen Tagen auf die INR auswirkt.
Wirkmechanismus und Nebenwirkungsmechanismus siehe: Cumarine.

## Stereoisomerie
Phenprocoumon enthält ein Stereozentrum, die (R)- und (S)-Enantiomere wandeln sich durch das Keto-Enol-Gleichgewicht ineinander um. Alle Handelspräparate enthalten den Arzneistoff als Racemat.

## Handelsnamen
Monopräparate: Falithrom (D), Marcoumar (A, CH), Marcumar (D), Marcuphen (D), Phenpro (D), Phenprogamma (D) sowie mehrere Generika (D, A).